# B. Nagy László (filmkritikus)
B. Nagy László (Budapest, 1927. február 8. – Balatonszárszó, 1973. április 18.) újságíró, filmkritikus, dramaturg, műfordító.

## Életpályája
A budapesti református gimnáziumban[pontosabban?] tett érettségi vizsgát. A Magyar Út című református hetilap közölte filmkritikáit, tizenhat éves korában lett Szőts István filmrendező asszisztense. 1944-ben csatlakozott egy ellenálló diákszázadhoz a Börzsönyben, mint katonaszökevény. 1945-ben munkatársa lett a Parasztpárt lapjának, a Szabad Szónak, Sarkadi Imrével is barátságot kötött. 1947 és 1949 között a Szabad Nép című lap irodalmi kritikusa volt. 1949-től 1954-ig dramaturgként és rendezőként működött a Híradó- és Dokumentum-Filmgyárban, politikai témájú agitációs filmeket készítésével foglalkozott. Filmkritikákat írt 1955–56-ban a Művelt Népbe, 1957-59-ben a Kortársba és a Magyar Nemzetbe, 1965-től pedig az Élet és Irodalomba. Életének utolsó éveiben mint az MTA Irodalomtörténeti intézetének munkatársa dolgozott. Filmkritikáiban a világháború utáni magyar filmgyártást, valamint a nemzetközi filmművészet legfontosabb jelenségeit elemezte. A kortárs magyar irodalommal is foglalkozott, emellett angolból is fordított, főleg Thomas Hardy és William Faulkner műveit. Móricz Zsigmond és Sarkadi Imre munkáit sajtó alá rendezte. Életének önkezűleg vetett véget Balatonszárszón.
1991 óta nevét viseli a a MÚOSZ Film- és Tévékritikusi Szakosztályának évente odaítélt nagydíja, a B. Nagy László-díj.

## Művei
- A teremtés kezdetén (tanulmányok, esszék, kritikák, Bp., 1966)
- A látvány logikája (Bp., 1974)

## Jelentősebb műfordításai
- William Faulkner: Az öreg (Európa, 1962)
- Ambrose Bierce: Bagoly-folyó (másokkal, Európa, 1963)
- Thomas Hardy: Hazatérés (Európa, 1972)
- Dashiell Hammett: A cingár feltaláló (Európa, 1972)
- William Faulkner: Eredj, Mózes (másokkal, Európa, 1986)